# Condicionament clàssic

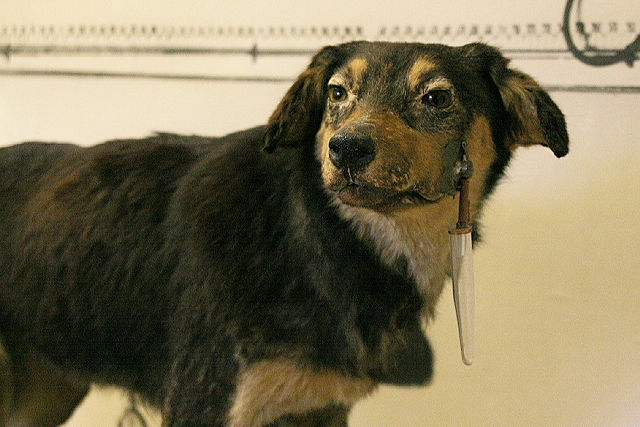
Un dels gossos de Pàvlov.

En psicologia i etologia, el condicionament clàssic és el mecanisme més simple pel qual els éssers vius poden aprendre relacions entre estímuls i canviar la seva conducta en conformitat amb això. És un tipus especial d'aprenentatge associatiu. S'ha demostrat que l'espècie de platihelmint Dugesia tigrina aprèn mitjançant el mecanisme pavlovià simple.

## Concepte
Des que, per casualitat, Ivan Petróvitx Pàvlov descobrí que els gossos eren capaços d'anticipar l'administració de menjar quan s'associava aquest amb un estímul suposadament neutre, va començar a estudiar i a dur a terme investigacions sobre el condicionament clàssic.
Pàvlov, de fet, el que havia fet era ficar als seus gossos uns tubs acabats en ampolles per tal de controlar el nivell de salivació dels gossos quan els portava el menjar. Al portar-los el menjar sempre a la mateixa hora, va descobrir que els gossos començaven a salivar quan aquesta hora estava propera, malgrat que no els portara el menjar.
Amb això, va demostrar que les conductes venien determinades per estímuls, i que la majoria d'aquests estímuls en el seu origen eren innats. El que passava era que els éssers vius al llarg de la seua vida no en tenien prou amb els seus estímuls innats, ja que moltes vegades es veien en la necessitat d'adaptar-se a les circumstàncies, d'aprendre estratègies noves per sobreviure i precisament el que va descobrir Pàvlov fou això: la tècnica mitjançant la qual qualsevol ésser viu aprèn noves conductes.
Aquesta tècnica bàsicament postula que un estímul provoca una resposta o conducta. Si tires un raig de llum als ulls d'algú tancarà els ulls. (E)= raig de llum (R)= tancar els ulls. El tancar els ulls seria una resposta que considerem innata (RI),i el raig de llum l'estímul innat que la provoca (EI).
Ara bé, com aprèn la persona? Com canvia això? Imaginem que al mateix temps que tirem el raig de llum (EI), donem una palmellada (Estímul Neutre), doncs al repetir això diverses vegades, arribarà un moment que només de donar la palmellada la persona tancarà els ulls.
Aleshores la palmellada passarà a ser l'estímul condicionat (EC), perquè un estímul que en principi és neutre i no té per què provocar el tancament dels ulls ho provoca, substitueix o fa la mateixa funció que l'estímul innat. Com que es considera que un estímul condicionat provoca una resposta condicionada, esdevé que el tancar els ulls passa a ser una resposta condicionada o (RC).

## Esquema bàsic
Així doncs l'esquema bàsic del condicionament clàssic és el següent:
- EI (raig de llum) ---------------- RI (tancar els ulls)

- EC (donar una palmellada) -------- RC (tancar els ulls)

Com s'aplica això a fer que un animal aprenga noves conductes de comportament i adaptació al medi? Suposem que tenim un lleó que se canvie de praderia buscant nova caça, i arriba a una nova praderia on les gaseles van a pasturar a la posta de sol, el nostre lleó acabarà per salivar a la posta de sol i anirà a les praderies, caçarà les gaseles i sobreviurà perquè ha aprés a adaptar-se al nou medi. En aquest cas l'estímul innat EI: Les Gaseles o tindre fam la RI: Salivar o caçar i menjar l'EC:la posta de sol i la RC: seria la mateixa que la RI.
En éssers humans les teràpies basades en el condicionament solen ser molt efectives, i tenen èxit independement que el subjecte siga conscient o no de la teràpia. Un exemple ben clar són els tractaments de les fòbies on els subjectes són sotmesos gradualment als estímuls aversius fins que la por desapareix. Així doncs si imaginem una persona amb fòbia als ruixats, tenim un estímul innat EI: els ruixats, una resposta innata RI: por, uns estímuls condicionats EC: música relaxant o senzillament que el subjecte veja que no passa res i una resposta condicionada RC: el subjecte perd la por als ruixats. En aquest cas l'esquema és una mica més complicat, ja que es fa de forma gradual l'exposició a l'estímul que li fa por.
```
EI (ruixat) ------------------------- RI (por als ruixats)
```

```
EC1 (fotos de ruixats) -------------- RC (no té por)
```

```
EC2 (cintes amb so de ruixats) ------ RC (no té por)
```

```
EC3 (vídeos de ruixats) ------------- RC (no té por)
```

```
... etc ----------------------------- RC (no té por)
```

```
EC (ruixat) ------------------------- RC (perd la por als ruixats)
```

En aquest cas veiem que el que canvia la resposta és anar posant estímuls gradualment més forts fins que perd la por, hem de tenir en compte que, a l'hora de definir quins són els estímuls condicionat i incondicionat o innat, ho farem segons la conducta que provoquen i a l'inrevés. A vegades diferenciar-ho pot ser complicat i es fa d'una manera arbitrària. També s'han de tenir en compte altres factors, ja que, normalment, els estímuls condicionats es presenten quasi al mateix temps que els incondicionals, així doncs el factor temps en el sentit de controlar el segon en que ha d'aparéixer l'estímul condicionat és important, així com el fet de quin estímul ha d'aparéixer primer? Quantes vegades s'ha de fer?, etc.

## Extinció
L'extinció és el procés pel qual si es presenten diverses vegades els estímuls condicionats sols, sense l'estímul incondicionat, la resposta condicionada va disminuint fins a desaparèixer. És un bloqueig de l'associació condicionada, ja que si restablim el condicionament la resposta condiciona apareix molt més ràpidament que la primera vegada.

## Generalització
Consisteix a donar respostes similars a estímuls diferents. Una resposta condicionada establerta respecte a un determinat estímul condicionat, resulta provocada, si bé amb una força atenuada, per estímuls semblants. El cas més conegut és el del Petit Albert a qui es va condicionar la presència d'una rata a la por a un soroll estrident, posteriorment el pèl de rata ja provoca por per si sol, i això es generalitzà a la pell de conill o la cara del Pare Noel.

## Discriminació
És el fenomen invers a la generalització, es donen respostes diferents a estímuls semblants.

## Reforç
És necessari per a mantenir la resposta condicionada. És l'estímul incondiconat i és necessari per a la formació de la resposta condicionada.

## Recuperació espontània
La resposta condicionada que s'extingeix per la introducció d'un petit descans es va recuperant en tornar a presentar l'estímul incondicionat.